# Antonio Salonia
Antonio Francisco Salonia (General Alvear, Mendoza; 12 de octubre de 1927) es un docente y político argentino. Fue ministro de Educación de la Nación entre 1989 y 1992 durante la presidencia de Carlos Menem. También fue candidato a vicepresidente de la Nación en 1983 por el Movimiento de Integración y Desarrollo.

## Biografía
Realizó los estudios de maestro normal nacional en San Rafael (Mendoza). Desde los 18 años ejerció como maestro rural en Las Catitas, una localidad del este mendocino, a la vez que estudiaba la carrera de Letras en la Universidad Nacional de Cuyo.
A los 26 años es electo diputado provincial por un periodo de seis años, sin embargo, debido al derrocamiento del presidente Juan Perón en 1955, cesó en su mandato a los pocos meses de haber asumido. Como integrante de la Unión Cívica Radical (UCR), cuando el gobierno de facto de la autodenominada Revolución Libertadora convalida en 1957 la división del partido en Unión Cívica Radical Intransigente (UCRI) y Unión Cívica Radical del Pueblo (UCRP), Salonia permaneció en la UCRI junto al candidato a presidente Arturo Frondizi, para luego sumarse a las filas del Movimiento de Integración y Desarrollo.
Durante la presidencia de Frondizi (1958-1962) fue subsecretario de Educación de la Nación.
En 1969 fundó en Buenos Aires la Nueva Escuela Argentina 2000.
Luego durante la última dictadura militar tuvo problemas con los que ejercían este golpe de Estado y muchos años estuvo perseguido. 
En 1989 Carlos Menem del Partido Justicialista (PJ) resulta elegido presidente de la Nación y gracias a un acuerdo electoral entre el PJ y el MID, nombra a Salonia ministro de Educación, cargo al que renunció a fines de 1992.
Fue designado miembro de número de la Academia Nacional de Educación.
Tiene tres hijos, dos varones y una mujer.